# 張嫺
張 嫻（ちょう かん、ラテン翻記: Zhang Xian、1985年3月16日 - ）は、中国の女子バレーボール選手。バレーボール中国代表。

## 来歴
福建省福州市出身。ポジションはリベロ。2007年に中国女子バレーボール代表に初選出され、同年のモントルーバレーマスターズとエリツィン杯で優勝した。正リベロが怪我により、ワールドグランプリではスタメンで起用され、同大会のベストリベロ賞を受賞した。2009年から本格的に国際試合に出場すると、ワールドグランプリや世界選手権などに出場した。2011年、バレーボールワールドカップでチームの銅メダル獲得に貢献した。

## 球歴
- オリンピック - 2012年
- 世界選手権 - 2010年
- ワールドカップ - 2011年
- アジア選手権 - 2007年、2009年、2011年、2013年
- ワールドグランプリ - 2007年、2009年、2010年、2011年、2012年

## 受賞歴
- 2007年 - ワールドグランプリ ベストリベロ賞
- 2012年 - ワールドグランプリ ベストリベロ賞